# Ludwig Sebus

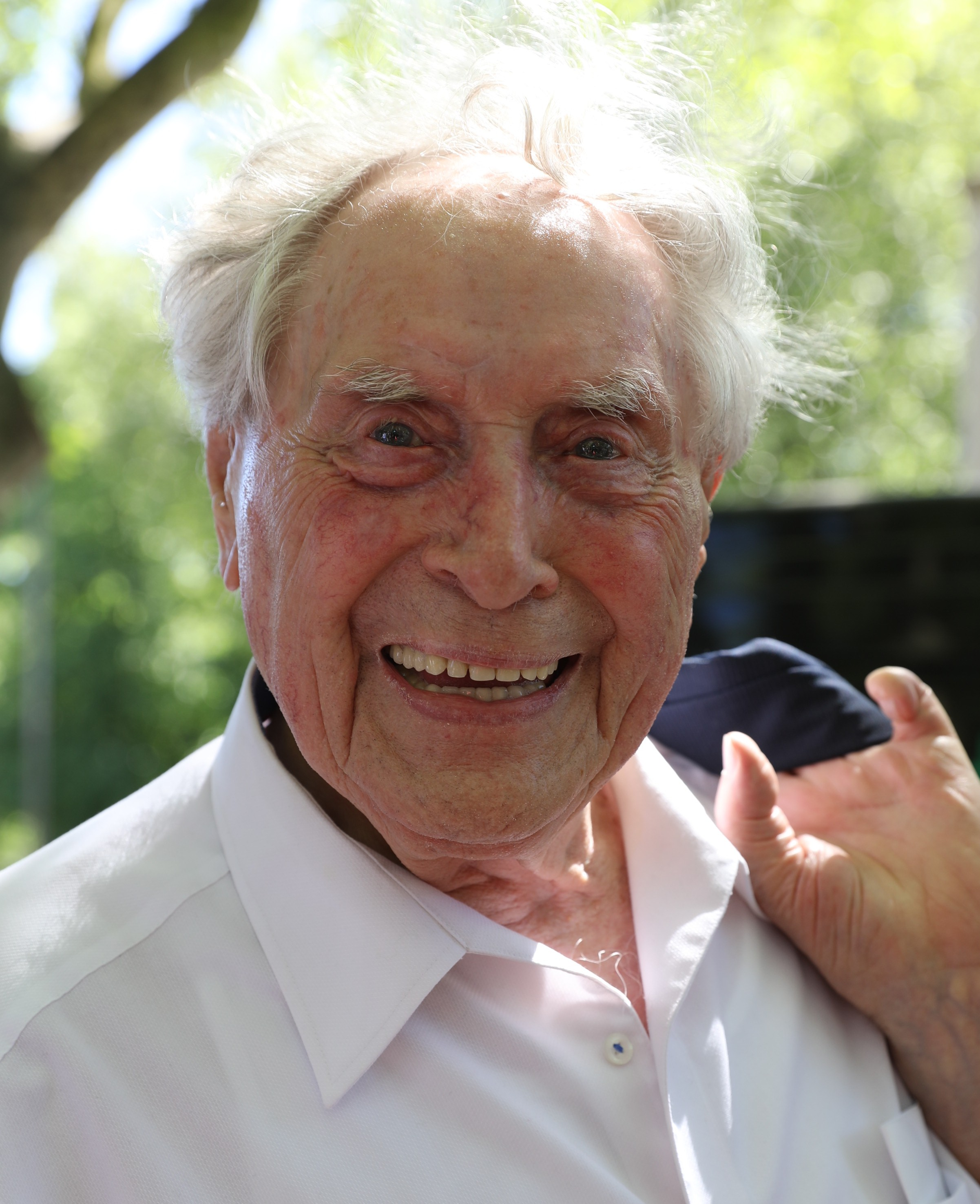
Ludwig Sebus (2018)

Ludwig Sebus (* 5. September 1925 in Köln) ist ein deutscher Krätzchensänger, Komponist und Textdichter.

## Leben
Er wuchs als Sohn eines Vergolders in Köln auf. 1943 wurde er als Soldat eingezogen und wurde an der Ostfront, im Gebiet der Sowjetunion eingesetzt. Von dort kehrte er erst Ende 1949 aus Gefangenschaft nach Köln zurück. 1950 schloss er sich dem Altermarktspielkreis an, danach bewarb er sich beim literarischen Komitee des Festkomitee Kölner Karneval und wurde dort drei Jahre lang für seine kommenden Bühnenauftritte vorbereitet. Den ersten großen Erfolg hatte er in der Session 1954/1955 mit dem Lied „Jede Stein in Kölle eß e Stöck vun deer“. Seitdem trat er regelmäßig im Kölner Karneval auf und viele seiner Auftritte und Konzerte wurden im Fernsehen und Radio übertragen, so zum Beispiel das Konzert zu seinem 70. Geburtstag in der  Kölner Philharmonie. Im Laufe der Jahrzehnte hat er diverse Lieder sowohl für sich selbst als auch für andere Interpreten geschrieben, darunter auch diverse Märsche für Karnevalsgesellschaften und Tanzcorps.
In späteren Jahren trat er auch häufig mit anderen Interpreten des Kölner Karnevals unter dem Namen Melodienreigen auf und sang neben eigenen Liedern Klassiker des kölschen Liedguts von Willi Ostermann, Gerhard Jussenhoven, Karl Berbuer und anderen.
Sebus’ Ehefrau Lilo (* 29. Juni 1924) verstarb nach 63 Ehejahren am 4. April 2019 im Kreis der Familie in Ossendorf. Das Ehepaar hatte zu diesem Zeitpunkt vier Kinder, neun Enkel und acht Urenkel.

### Geplanter Ludwig-Sebus-Brunnen
Anlässlich einer Festveranstaltung des WDR zu Sebus’ Ehren am 18. Oktober 2020 gab der Vizepräsident des Festkomitees Kölner Karneval, Joachim Wüst, bekannt, dass als Geschenk zu Sebus’ 95. Geburtstag ein nach ihm benannter Brunnen in Köln-Deutz errichtet werden solle. Als Standort ist der Historische Park Deutz zwischen dem LVR-Gebäude und restaurierten Wehrturm nahe am Rheinboulevard angedacht.
Das Brunnen-Denkmal soll auf Initiative der Karnevalsgesellschaft Große Kölner KG realisiert werden. In Anlehnung an das Sebus-Lied Et Rhein-Panorama von 1972 soll der Brunnen die Aufschrift „Luur ens vun Düx noh Kölle“ erhalten.

## Auszeichnungen
- 1958: Ehrensenator der Die Grosse von 1823 Karnevalsgesellschaft e.V. Köln[9]
- 1959: Ehrensenator der großen Ehrenfelder KG Rheinflotte von 1951 e.V.
- 1962: Ehrensenator der KG Kölsche Grielächer vun 1927 e.V.
- 1968: Willi-Ostermann-Medaille
- 1970: Ehrensenator der Alten Kölner Karnevalsgesellschaft Schnüsse Tring 1901 e.V.
- 1978: Träger des Joldenen Spönnrads KG Spönnradsbeen MG-Hardt
- 1984: Träger des Rheinlandordens „Das Goldene Herz“ der KG „Die Tönnisberger“ 1968 e.V. aus Siegburg
- 1991: Träger der goldenen Maske des Stammtisch Kölner Karnevalisten von 1951 e.V.
- 1995: Goldener Römer – Römer Garde Köln-Weiden e.V.
- 1996: Großes „Goldenes R“ der KG Rocholomäus e.V.
- Ritter der Freude – Neue Pulheimer KG
- 2000: Ehrensenator der KG Klüttefunke Oberliblar e.V. 1956
- 2001: Ehrenbrandmeister der Kölsche Funkentöter von 1932 e.V. - Traditionskorps der Feuerwehr Köln
- 2005: Ehrenmitglied u. Träger des Ehrenrings der Muuzemändelcher 1949 e.V.
- 2006: Grielächer des Jahres 2006, KG Kölsche Grielächer vun 1927 e.V.
- 2007: Rheinlandtaler, Landschaftsverband Rheinland
- 2008: Lehrer-Welsch-Sprachpreis
- 2014: Träger des Goldenen „R“ der großen Ehrenfelder KG Rheinflotte von 1951 e.V.
- 2022: Franz Peter Kürten Auszeichnung. Eine Ehrung für Menschen, die sich für die Mundartliteratur und Kulturpflege im Rheinland eingesetzt haben.[10]

## Lieder von Ludwig Sebus (Auswahl)
- Schön bruchste hück nit uszesinn (1952)
- Jede Stein en Kölle (es e Stöck vun dir) (1955)
- Kölle bei Naach (1955)
- Et Zebingemännche (1956)
- D’r Decke Pitter (1957)
- Wann ahl Schöre brenne (1958)
- Räächs un links vum Rhing (1958)
- Dä ahle Kusteiebaum (1959)
- Et Poozeleed (1961)
- Am Ostermann-Brunnen (1962)
- Uns kölsche Siel (1964)
- Wat e Paar Bein (De Fleutmanns) (1968)
- Prinz, Bauer, Jungfrau (1971)
- Et Rhein-Panorama – Luur ens vun Düx noh Kölle (1972)
- Tünnes un Schäl (1975)
- Nee, wat is dat hee ne miese Lade (1976)
- Och Verwandte, dat sin Minsche (1977)
- Nur e klein Milljönche (1978)
- Grietche maach et Finster op (1978)
- Un wann d’r Decke Pitter lügg (1980)
- Wann et Muuze-Mändelcher gitt (1980)
- Circus Colonia (1981)
- Wer hat Dornröschen wachgeküsst (Märchenprinz us Kölle) (1983)
- Em Martinsveedel (1983)
- Gangk ens en d’r Zoo un jröss mer ding Verwandte (1985)
- De Fründschaff halde mer stets huh (1985)
- Ihrefelder Heimatleed (Marsch der Bürgergarde blau-gold) (1986)
- Wer einmol nor dorch Kölle geit (1987)
- Kölsche Polonäs (1991)
- Et Stroßefess (1993)
- En Landpartie (1994)
- Ja, hier am Rhein bin ich geboren (1994)
- Alles su widder dun (2020)
- Nit mieh janz su knusprig (2021)
- Die wiesse Duuv (2024)

Neben seinen selbst geschriebenen Liedern singt er auch Klassiker des Kölner Liedguts, so z. B. Titel von Willi Ostermann, Gerhard Jussenhoven, Karl Berbuer und Am Dom zo Kölle von August Schnorrenberg.
In der Single Wenn ich ne Engel bin von Kasalla wirkte er als Featuring-Interpret mit.

## Tonträger (Auswahl)
- Kölsche Oldies 9 – Kölsche Leedcher, die mer nit verjiss: Ludwig Sebus (Pavement Records, 1993)
- Ludwig Sebus – PhilHARMONISCHer Gebootsdag (WDR 4 / Carlton, 2000, Kölsche Evergreens 26, Ausschnitte aus der Veranstaltung „Ludwig Sebus zum 75.“ am 16. September 2000 in der Kölner Philharmonie).
- Ludwig Sebus – Das Beste (Dabbelju Music, 2010)
- Ludwig Sebus – Alles su widder dun (Dabbelju Music, 2017)

Daneben ist Ludwig Sebus mit seinen Titeln auch auf zahlreichen Kompilationen vertreten, so zum Beispiel auf mehreren Ausgaben der Reihen Kölsche Evergreens und Karneval der Stars.

## Publikationen
- Akademie för uns kölsche Sproch (Hrsg.), Prescher, Gerti / Tabert, Robert / Weinand, Heinz: „Jede Stein en Kölle es e Stöck von mir“ Ludwig Sebus – Der Kölner Volkssänger und Charmeur, Köln: Bachem, 2001, ISBN 3-7616-1470-5. (Biographie anlässlich seines 75-jährigen Geburtstags am 5. September 2000.)
- Hans-Jürgen Jansen, Der Kölnbarde: Ludwig Sebus – Zur Freundschaft zählt ein frohes Herz: Ein autobiografisches Gespräch mit Ludwig Sebus, Ratio Books, 2013.
- Norbert Frangenberg: Ludwig Sebus. Ein kölsches Jahrhundert. Dabbelju-Verlag, Köln 2019, ISBN 978-3-939666-37-0.

## Fernseh-Dokumentationen
- Ludwig Sebus – Der Grandseigneur im Kölner Karneval (45-minütige Dokumentation von Gisbert Baltes für das WDR Fernsehen).[11]